# Sant Miquel de la Portella
Sant Miquel de la Portella és una església del municipi de Santa Coloma de Queralt inclosa en l'Inventari del Patrimoni Arquitectònic de Catalunya.

## Descripció
És un edifici d'una sola nau amb la capçalera plana (no diferenciada). De la portalada original no en queda res. L'edifici, al qual s'hi accedia pel mur nord, es troba en un estat ruïnós.
Pel que fa als materials emprats en la fàbrica es tracta d'aparell petit, molt irregular i tallat a cops de maceta. A l'estructura van ser-li adossats uns contraforts tardanament.

## Història
Les referències documentals relatives a l'indret són molt tardanes i també escasses. El 976 Portella és documentat per primera vegada com a topònim. El 1264, la Portella apareix en una venda que Guerau d'Aguiló va fer a Bernat de Peramola. El primer, posseïa certs drets en el lloc i va traspassar-los conjuntament amb el castell i vila d'Aguiló, al segon.
Segons Francesca Español, l'església va ser construïda a finals del segle xiii. La primera referència es remunta entre 1293 i 1302, en un manual notarial de testaments de Santa Coloma de Queralt. Pere Miró fa donacions per l'església el 1325 (15 sous) i el 1348 per la capella (5 sous). Aquest any, Pere de Queralt i de Castellnou, baró de Santa Coloma, també fa una deixa a l'església de Sant Miquel de la Portella, en aquest cas de 220 sous. En el transcurs del segle xiv, són força abundants els legats que van fer-li els habitants de la zona. Hi ha constància en els testaments servats a l'escrivania de Santa Coloma de Queralt de l'especial devoció que es tenia aleshores per la capella de l'indret.
Montserrat Rumbau documenta que, als anys seixanta del segle xx, les noies d'Aguiló hi anaven a cantar goigs el dia de Sant Miquel. La portalada va ser arrencada i robada el 2008. Des de llavors, no ha transcendit cap informació sobre la seva ubicació actual.

## Portalada robada

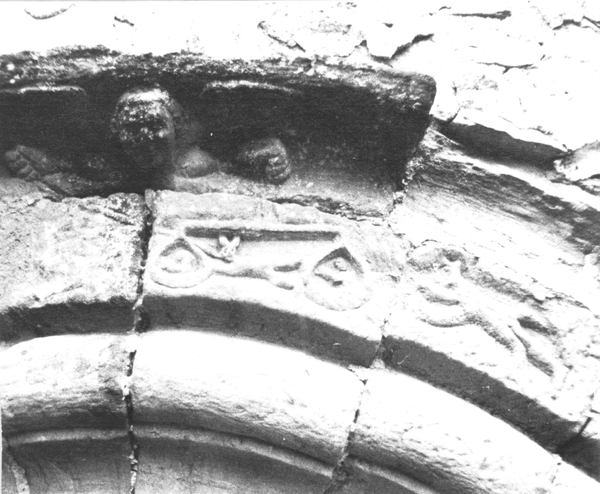
Representació de sant Miquel pesant les balances i lluitant contra el diable

La portalada robada el 2008 estava coberta amb una volta de canó lleugerament apuntada que arrencava directament dels murs laterals. Era d'arc de mig punt i lleugerament capalçada. Les dues arquivoltes que conformaven l'arcada arrencaven d'una imposta. En la part baixa, no hi havia cap mena de columna. Una motllura, a manera de guardapols, recorria tot el perímetre de les dovelles de l'arc externament.
Sobre la part central de la tercera arquivolta, s'hi representava la imatge de Sant Miquel, concretament el bust i els braços mig estesos. Paulino Rodríguez apunta que la qualitat de la decoració era discreta, però es veia compensada per la seva temàtica, "atès que l'escena de la psicòstasis no és abundant en l'escultura catalana romànica, que només compta amb aquest exemple, a més del capitell esculpit a Santa Maria de l'Estany", a l'església de Sant Miquel de Daroca. El valor afegit de la portalada de Sant Miquel de Portella, afegeix Rodríguez, és que l'arcàngel també hi apareixia lluitant contra un diable. Sant Miquel de Portella era l'únic lloc, juntament amb el retaule de Roda d'Isàvena, conservat al Musée des Arts Decoratifs de París, on el sant es trobava acompanyat d'ambos atributs.
Aquesta novetat estilística, de representar conjuntament les dues representacions simbòliques de sant Miquel (balances i lluita contra el dimoni), s'accentuarà en l'estil gòtic. El relleu de Sant Miquel de la Portella era, doncs, una de les primeres mostres d'aquesta tendència.